# Kobra 11
Kobra 11 (v německém originále Alarm für Cobra 11 – Die Autobahnpolizei) je německý akční kriminální televizní seriál vysílaný od roku 1996 o fiktivním kriminálním oddělení dálniční policie. V Německu ho vysílá televize RTL, v Česku je seriál vysílán na stanicích Nova Group: Nova (1998–2012), Nova Cinema (2009–2012) a Fanda/Nova Action (od 2012). Všechny epizody jsou taktéž přístupné na platformě Voyo. Z důvodu časové náročnosti tvorby seriálu se začaly natáčet i méně úspěšné epizody s druhým týmem policistů – vznikl seriál Kobra 11: Nasazení týmu 2. Oba seriály se odehrávají v Kolíně nad Rýnem a okolí, ale 1. a 2. řada se natáčela v Berlíně a okolí.[zdroj?]

## Děj
První pilotní film Bomby na 92. kilometru sledovalo v roce 1996 na RTL 10 miliónů lidí. V tomto díle spolu byli vrchní komisař Frank Stolte (Johannes Brandrup) a vrchní komisař Ingo Fischer (Rainer Strecker). V druhé epizodě byl však Ingo zastřelen a ve třetí ho nahradil vrchní komisař Semir Gerkhan (Erdoğan Atalay), který je hlavní postavou seriálu nepřetržitě již přes 20 let. Na konci 1. série neznámo jak od týmu dálniční policie odešel Frank, který se ale znovu objevil v epizodě 21. série (Riziko), kde prozradil, že důvodem jeho dřívějšího odchodu bylo přesunutí do BKA.
Ve 2. sérii přišel vrchní komisař André Fux (Mark Keller), který v seriálu působil do konce 3. série, kdy byl na Mallorce postřelen harpunou a zmizel v hlubinách moře. Andrého tělo však nebylo nalezeno a v pilotním filmu 18. série (Zmrtvýchvstání) se André objevil v Německu, kde zachránil Semirovi a jeho dceři Aydě život. Během let, kdy se se Semirem neviděl, se ale z důvodu atentátu na svou manželku a dceru dal na dráhu zločinu. Na konci tohoto pilotního dílu spadl André v Alpách do propasti a zemřel.
Ve 4. sérii ho nahradil vrchní komisař Tom Kranich (René Steinke), ten na konci 6. série po atentátu, při kterém zahynula jeho těhotná snoubenka Elena, odešel. V 9. sérii se vrátil, v pilotním díle 11. série (Na život a na smrt) byl ale zastřelen. Během 7. a 8. série, zatímco byl Tom pryč, byl Semirovým mladým parťákem čerstvě vystudovaný komisař Jan Richter (Christian Oliver), který na konci 8. série neznámo jak odešel. V prvním díle 9. sérii bylo oznámeno, že Jan odešel do zahraničí.
Po Tomu Kranichovi nastoupil k dálniční policii vrchní komisař Chris Ritter (Gedeon Burkhard), jenž zemřel na konci 12. série (Mezi nepřáteli). Jeho nástupcem se ve 13. sérii stal vrchní komisař Ben Jäger (Tom Beck). Ten stál po boku Semira až do konce 18. série, tehdy odešel, jelikož kvůli záchraně Semira musel postřelit svou přítelkyni Ninu. Rozhodl se tedy odcestovat do USA, aby se mohl naplno věnovat hudební kariéře.
V pilotním filmu druhé poloviny 18. série (Revoluce) přišel Semirův v pořadí už sedmý parťák, vrchní komisař Alex Brandt (Vinzenz Kiefer). V polovině 20. série Alex odešel od policie a odcestoval do Brazílie, aby našel svoji matku. V pilotním filmu druhé poloviny 20. série (Kobro, je to na vás!) ho nahradil Semirův osmý parťák, mladý komisař Paul Renner (Daniel Roesner). Toho do týmu doporučila bývalá šéfová Engelhardtová. Paul chtěl být od raného mládí policistou. Když mu bylo 8 let, Semir mu zachránil život. Paul odešel na konci 24. série a se svou rodinou se vydal na Nový Zéland, aby mohl být se svým otcem, který trpí Alzheimerovou chorobou.
Devátým parťákem, respektive parťačkou, Semira se ve 25. řadě stala poprvé žena, a to Vicky Reisingerová (Pia Stutzenstein).
V prvních epizodách seriálu hrála šéfku dálniční policie Katharina Lamprechtová (Almut Eggert). Ta v šesté epizodě 2. série neznámo jak odešla a od sedmé epizody ji nahradila šéfová Anna Engelhardtová (Charlotte Schwab). Ta ve 13. sérii (Zrada) odešla, v seriálu se ale ještě dvakrát objevila, a to v pilotním filmu 20. série (Kobro, je to na vás!), k výročí 20 let Semira u policie, a poté ve 21. sérii (Šéfová). Její nástupkyní se ve 13. sérii (Okno) stala Kim Krügerová (Katja Woywood). Ta ke konci 24. řady kvůli neshodám se Semirem odešla od dálniční policie a stala se policejní prezidentkou. V posledním díle této série ale podlehla střelnému zranění.
V seriálu působily zatím čtyři sekretářky. Prvních šest epizod 2. série hrála Regina Christmannová (Nina Weniger), která neznámo jak odešla. V sedmé epizodě ji nahradila Andrea Schäferová, od 8. série Gerkhanová (Carina Wiese), která poté, co otěhotněla a narodilo se jí dítě, také odešla, a to ve třetí epizodě 10. série, ale v seriálu se objevuje dál po boku svého manžela Semira. Na její místo nastoupila Petra Schubertová (Martina Hill). Poslední výměna se konala po smrti Toma, se kterým měla Petra vztah, a proto v pilotním díle 11. série odešla. Místo ní přišla Sussana Königová (Daniela Wutte). Ta v 7. epizodě 24. série odešla od policie kvůli rodině.
V prvním pilotním filmu působili policisté Thomas 'Tommy' Rieder (Günter Schubert) a Marcus Bodmer (Uwe Büschken), v tomto díle přišla také Anja Heckendornová (Claudia Balk). V druhé epizodě se objevil Jochen Schulte (Matthias Freihof). Na konci 1. série všichni neznámo jak odešli. Ve 2. sérii je nahradili Horst 'Hotte' Herzberger (Dietmar Huhn) a Manfred Meier-Hofer (Sven Riemann), ten v šesté epizodě 2. série neznámo jak odešel. V sedmé epizodě ho nahradil Dieter Bonrath (Gottfried Vollmer). V 15. sérii v epizodě (Výš, dál, rychleji!) přišla Jenny Dornová (Katrin Heß), která v 16. sérii nahradila Hotteho, jenž zachránil Bena před smrtí a sám přišel o život. Když v 19. sérii zemřel při akci Dieter, Jenny dávala vinu sobě. Později se Jenny stala komisařkou a ve 21. sérii dostala na starosti mladého policistu Finna Bartelse (Lion Wasczyk), který čerstvě dokončil policejní akademii. Oba během 24. série u týmu dálniční policie skončili. Jenny odešla k LKA a Finn na jiné oddělení. Ve 23. sérii nastoupila na oddělení Semirova nemanželská dcera Dana Wegenerová-Gerkhanová (Gizem Emre), která čerstvě dostudovala policejní akademii. Dana je v 25. sérii je povýšena na kriminální komisařku.
Od 7. do 24. série byl technikem na KTU Hartmut 'Einstein' Freund (Niels Kurvin).

### 25. série
25. série přináší do seriálu nový tým, novým šéfem dálniční policie je bývalý policista ze speciálního komanda (SEK) Roman Kramer (Patrick Kalupa), který je po nehodě upoután na invalidní vozík. Semir (Erdoğan Atalay) se vrátil z Istanbulu po 10 měsících zpět do Kolína nad Rýnem. V Turecku zachránil svojí matku Selmu (Özay Fecht) z vězení, kam se dostala, když jí neznámá osoba podstrčila na letišti drogy. Všichni se domnívali, že Semir a jeho matka zemřeli. Andrea a děti se přestěhovaly do Kodaně. Když se Semir vrátil zpět na oddělení dálniční policie, tak zjistil, že za dobu jeho nepřítomnosti se spousta věcí změnila. Novou členkou týmu je Vicky Reisingerová (Pia Stutzenstein), která kvůli problémům na oddělení policie v Dortmundu přešla k dálniční policii v Kolíně. Její tamní parťák a další nový člen týmu, Max Tauber (Nicolas Wolf), je po tom, co napadne novináře, přiřazen ke komisařce Daně Gerkhanové (Gizem Emre). Vicky dostala nového parťáka a tím je legenda dálniční policie a nový zástupce šéfa Semir Gerkhan, který zjistí, že Vicky odešla z Dortmundu kvůli rasismu, jehož se dopustil její bývalý parťák a bývalý přítel, komisař Marc Schaffrath (Christopher Patten).[zdroj?]
Po odvysílání 14. epizody 25. série byl seriál na neurčito pozastaven s tím, že policista Semir Gerkhan skončil ve vězení. Vrchní komisař Semir Gerkhan sloužil zatím doposud u dálniční policie celých 25 let, tedy skoro celý seriál (mimo první dva díly). Atalay byl zároveň nejdéle hrajícím hercem v celém seriálu.
Pár měsíců poté bylo oznámeno, že seriál nekončí a vrací se opět zpět na obrazovky, ovšem ne ve 45minutových epizodách, ale v 90minutových filmech. První 3 filmy měly premiéru na obrazovkách v Německu na přelomu října a listopadu 2022 a od 15. července 2023 je uvedla s českým dabingem stanice Nova Action.

## Aktuální postavy
| Herci             | Postavy               | Od epizody | Řada   | Rok nástupu | Informace                                               |
| ----------------- | --------------------- | ---------- | ------ | ----------- | ------------------------------------------------------- |
| Erdoğan Atalay    | Semir Gerkhan         | 3          | 1      | 1996        | Vrchní komisař, legenda dálniční policie, zástupce šéfa |
| Pia Stutzenstein  | Vicky Reisingerová    | 365        | 25     | 2019        | Vrchní komisařka                                        |
| Nicolas Wolf      | Max Tauber            | 365        | 25     | 2019        | Vrchní komisař, nový mladý šéf                          |
| Monika Oschek     | Silke Rauhbachová     | 382        | 27     | 2024        | Policejní vrchní komisařka                              |
| Tom Keune         | Andreas Bärenfänger   | 382        | 27     | 2024        | Policejní vrchní komisař                                |
| Gizem Emre        | Dana Gerkhanová       | 224, 273   | 16, 19 | 2011, 2014  | Komisařka, nyní na mateřské dovolené                    |
| Yasmina Djaballah | Dr. Bianca Kesslerová | 371        | 25     | 2021        | Lékařka                                                 |
|                   | Theo Tauber           | 381        | 26     | 2023        | syn Maxe a Dany                                         |
| Pauletta Pollmann | Ayda Gerkhanová       | 144        | 10     | 2006        | Dcera Semira a Andrey, nevlastní sestra Dany            |
| Zdroj:            |                       |            |        |             |                                                         |

## Postavy a obsazení

### Týmy
| Tým                                | Série | Období    | Počet epizod | V epizodách |
| ---------------------------------- | ----- | --------- | ------------ | ----------- |
| Frank Stolte a Ingo Fischer        | 1     | 1996      | 2            | 001–002     |
| Frank Stolte a Semir Gerkhan       | 1     | 1996      | 7            | 003–009     |
| André Fux a Semir Gerkhan          | 2–3   | 1997–1999 | 38           | 010–047     |
| Tom Kranich a Semir Gerkhan        | 4–6   | 1999–2003 | 50           | 048–097     |
| Jan Richter a Semir Gerkhan        | 7–8   | 2003–2004 | 28           | 098–125     |
| Tom Kranich a Semir Gerkhan        | 9–11  | 2005–2007 | 33           | 126–158     |
| Chris Ritter a Semir Gerkhan       | 11–12 | 2007–2008 | 22           | 158–179     |
| Ben Jäger a Semir Gerkhan          | 13–18 | 2008–2013 | 81           | 180–260     |
| Alex Brandt a Semir Gerkhan        | 18–20 | 2014–2015 | 31           | 261–291     |
| Paul Renner a Semir Gerkhan        | 20–24 | 2016–2019 | 73           | 292–364     |
| Vicky Reisingerová a Semir Gerkhan | 25–28 | 2020–2026 | 23           | 365–387     |

### Komisaři
| Postava                    | Představitel        | Titul policejní | Roky účinkování      | Série                     | Počet epizod | Dabing         |
| -------------------------- | ------------------- | --------------- | -------------------- | ------------------------- | ------------ | -------------- |
| Frank Stolte               | Johannes Brandrup   | KHK             | 1995, 2016           | 1, 21 (ep. 12)            | 9, 1         | Martin Velda   |
| Ingo Fischer †             | Rainer Strecker     | KHK             | 1995                 | 1 (ep. 1–2)               | 2            | Martin Kolár   |
| Semir Gerkhan              | Erdoğan Atalay      | KK, KOK, KHK    | 1995–                | 1 (ep. 3) –               | 378 +        | Bohdan Tůma    |
| André Fux †                | Mark Keller         | KHK             | 1996–1999, 2013      | 2–3, 18 (ep. 1)           | 36, 1        | Jakub Saic     |
| Tom Kranich †              | René Steinke        | KOK, KHK        | 1999–2002, 2004–2006 | 4–6, 9–11 (ep. 1)         | 50, 32       | Aleš Procházka |
| Jan Richter                | Christian Oliver †  | KK              | 2002–2004            | 7–8                       | 28           | Michal Jagelka |
| Chris Ritter †             | Gedeon Burkhard     | KHK             | 2006–2007            | 11–12                     | 22           | Zdeněk Mahdal  |
| Ben Jäger                  | Tom Beck            | KHK             | 2008–2013, 2019      | 13–18 (ep. 7), 25 (ep. 1) | 81, 1        | Michal Holán   |
| Alexander Brandt (Rickert) | Vinzenz Kiefer      | KHK             | 2013–2015            | 18 (ep. 8) – 20 (ep. 9)   | 30           | Libor Bouček   |
| Paul Renner                | Daniel Roesner      | KOK, KHK        | 2015–2019            | 20 (ep. 10) – 25 (ep. 10) | 71           | Marek Libert   |
| Vicky Reisingerová         | Pia Stutzensteinová | KK, KOK, KHK    | 2020–                | 25 (ep. 11) –             | 23           | Jitka Moučková |

### Druhý tým komisařů
| Postava         | Představitel  | Titul policejní | Roky účinkování      | Série                                       | Počet epizod | Dabing            |
| --------------- | ------------- | --------------- | -------------------- | ------------------------------------------- | ------------ | ----------------- |
| Jenny Dornová   | Katrin Heßová | KK, KOK         | 2014–2017, 2018–2019 | 19 (ep. 14) – 22 (ep. 12), 23 – 24 (ep. 10) | 51           | Kateřina Peřinová |
| Dana Gerkhanová | Gizem Emreová | KK              | 2020–2023            | 25 – 26                                     | 15           | Jitka Jirsová     |
| Max Tauber      | Nicolas Wolf  | KK, KOK         | 2020–2023            | 25 – 26                                     | 16           | Oldřich Hajlich   |

### Nadřízení (Šéfové)
| Postava                | Představitel        | Titul policejní  | Roky účinkování       | Série                                           | Počet epizod | Dabing                                                 |
| ---------------------- | ------------------- | ---------------- | --------------------- | ----------------------------------------------- | ------------ | ------------------------------------------------------ |
| Katharina Lamprechtová | Almut Eggertová †   | KHK              | 1995–1996             | 1–2 (ep. 6)                                     | 13           | Dana Syslová                                           |
| Anna Engelhardtová     | Charlotte Schwabová | KHK, HK, PR, KOR | 1997–2008, 2015, 2016 | 2 (ep. 7) – 13 (ep. 7), 20 (ep. 10), 21 (ep. 4) | 162, 2       | Vlasta Žehrová, Jaroslava Brousková, Daniela Bartáková |
| Kim Krügerová †        | Katja Woywoodová    | EKHK             | 2008–2019             | 13 (ep. 10) – 24 (ep. 10)                       | 158          | Kateřina Seidlová, Klára Sochorová                     |
| Roman Kramer           | Patrick Kalupa      | EKHK             | 2020–2023             | 25–26                                           | 17           | Vladislav Beneš                                        |
| Max Tauber             | Nicolas Wolf        | KHK              | 2025–2026             | 27–28                                           | 6            | Oldřich Hajlich                                        |

### Sekretářky
| Postava                        | Představitel     | Roky účinkování               | Série                                            | Počet epizod     | Dabing                                      |
| ------------------------------ | ---------------- | ----------------------------- | ------------------------------------------------ | ---------------- | ------------------------------------------- |
| Regina Christmannová           | Nina Wenigerová  | 1996                          | 2 (ep. 1–6)                                      | 5                | Kamila Špráchalová                          |
| Andrea Gerkhanová (Schäferová) | Carina Wieseová  | 1997–2005 (j. host 2006–2019) | 2 (ep. 7) – 10 (ep. 3), 10 (ep. 4) – 24 (ep. 10) | 129, 68+ (j. h.) | Stanislava Jachnická, Šárka Vondrová        |
| Petra Schubertová              | Martina Hillová  | 2005–2006                     | 10 (ep. 3) – 11 (ep. 1)                          | 15               | Jolana Smyčková                             |
| Susanna Königová               | Daniela Wutteová | 2006–2019                     | 11 – 24 (ep. 7)                                  | 176              | Lucie Juřičková, Petra Tišnovská-Hanžlíková |

### Policisté
| Postava                    | Představitel       | Hodnost      | Roky účinkování | Série                     | Počet epizod | Dabing |
| -------------------------- | ------------------ | ------------ | --------------- | ------------------------- | ------------ | --- |
| Markus Bodmer              | Uwe Büschken       | PHM          | 1995            | 1                         | 9            | Jaromír Meduna |
| Thomas Rieder              | Günter Schubert †  | PHM          | 1995            | 1                         | 9            | Petr Oliva |
| Anja Heckendornová         | Claudia Balková    | PHM          | 1995            | 1                         | 9            | Stanislava Jachnická |
| Jochen Seyfert             | Matthias Freihof   | PM           | 1995            | 1 (ep. 2–9)               | 8            | Radovan Vaculík |
| Horst "Hotte" Herzberger † | Dietmar Huhn       | PHM, PK      | 1996–2011       | 2–16 (ep. 1)              | 207          | Karel Chromík, Milan Slepička |
| Manfred Meier-Hofer        | Sven Riemann       | POM          | 1996            | 2 (ep. 1–6)               | 6            | Radovan Vaculík |
| Dieter Bonrath †           | Gottfried Vollmer  | POM, PHM, PK | 1997–2014       | 2 (ep. 7) – 19 (ep. 10)   | 253          | Jaromír Meduna, Jaroslav Kaňkovský, Bohuslav Kalva                                                                                                 |
| Sigi Müller                | Siggi Mueller      | POM          | 1997–2010       | 3 (ep. 7) – 15            | 116          | Marek Libert, Martin Velda, Ladislav Novák, Libor Hruška, Otmar Brancuzský, Antonín Navrátil, Jan Maxián, Jiří Plachý, Petr Gelnar, Lumír Olšovský |
| Claudia Woltersová †       | Susan Sideropoulos | PHM          | 2009            | 14 (ep. 6)                | 1            | Jitka Moučková |
| Jenny Dornová              | Katrin Heßová      | PK           | 2010–2014       | 15 (ep. 13) – 19 (ep. 12) | 52           | Kateřina Velebová-Peřinová |
| Finn Bartels               | Lion Wasczyk       | PKA, PK      | 2016–2019       | 21 (ep. 2) – 24 (ep. 8)   | 31           | Petr Neskusil, Viktor Dvořák |
| Olli Haase                 | Frithjof Gawenda   | PKA          | 2017            | 22 (ep. 13)               | 1            | Vojtěch Hájek |
| Dana Gerkhanová            | Gizem Emreová      | PKA, PK      | 2018–2019       | 23 (ep. 11) – 24 (ep. 10) | 13           | Jitka Jirsová |
| Silke Rauhbachová          | Monika Oscheková   | PHK          | 2023–2024       | 27–28                     | 6            | |
| Andreas Bärenfänger        | Tom Keune          | PHK          | 2023–2024       | 27–28                     | 6            | |

### Technik
| Postava            | Představitel   | Titul policejní | Roky účinkování  | Série                    | Počet epizod | Dabing                   |
| ------------------ | -------------- | --------------- | ---------------- | ------------------------ | ------------ | ------------------------ |
| Dr. Samulowski     | Tim-Owe Georgi | Technik         | 1995             | 1 (ep. 4–6)              | 3            | Ladislav Novák           |
| Heinz Schuster     | Thomas Gimbel  | Technik         | 1998             | 3 (ep. 9–12)             | 3            | Miloslav Študent         |
| Dr. Hartmut Freund | Niels Kurvin   | KK, KTU         | 2002, 2003– 2019 | 7 (ep. 1), 8–24 (ep. 10) | 198          | Filip Jančík, Jan Maxián |

### Státní zástupce
| Postava                         | Představitel          | Roky účinkování      | Série       | Počet epizod | Dabing                                                                                                   |
| ------------------------------- | --------------------- | -------------------- | ----------- | ------------ | --- |
| Dr. Regina Wolfová              | Susanne Bentzienová   | 2002                 | 5           | 1            | Jana Šulcová                                                                                             |
| Dr. Isolde Maria Schrankmannová | Kerstin Thielemannová | 2003–2014, 2015–2018 | 8–19, 20–23 | 17, 9        | Daniela Bartáková, Kateřina Seidlová, Ludmila Molínová, Petra Hobzová, Kateřina Petrová, Ivana Měřičková |
| Dr. Escher                      | Christoph Jungmann    | 2014                 | 19          | 2            | Tomáš Juřička                                                                                            |
| Dr. Thomas Sander †             | Mathias Herrmann      | 2014–2015            | 19–20       | 8            | Ladislav Cigánek                                                                                         |
| Dr. Jana Berlingová             | Merle Wasmuth         | 2022                 | 26          | 1            | Ilona Svobodová                                                                                          |

### Policejní psycholog
| Postava                | Představitel    | Roky účinkování | Série                    | Počet epizod | Dabing        |
| ---------------------- | --------------- | --------------- | ------------------------ | ------------ | ------------- |
| Dr. Isabel Fringsová † | Susan Hoeckeová | 2014–2015       | 19 (ep. 10) – 20 (ep. 2) | 6            | Petra Hobzová |

### Další postavy
| Postava                   | Představitel                | Roky účinkování | Série          | Počet epizod | Dabing                                                   |
| ------------------------- | --------------------------- | --------------- | -------------- | ------------ | -------------------------------------------------------- |
| Mareike Vanstraatenová    | LouLou Rhemrevová           | 1995            | 1.             | 5            | Nela Boudová                                             |
| Erika                     | Simone Bickingová           | 1995            | 1. (ep. 2–9)   | 4            | Jaroslava Brousková                                      |
| Maria                     | Lena Sabine Bergová         | 1996            | 2.             | 3            | Nela Boudová                                             |
| Iris                      | Sanja Spenglerová           | 1997            | 2.             | 3            | Jaroslava Brousková                                      |
| Jeanette                  | Irmelin Beringerová         | 1997–1998       | 2.–3.          | 9            | Radana Herrmannová                                       |
| Kai-Uwe Schröder          | Markus H. Eberhard          | 2001–2005       | 6.–10.         | 12           | Otmar Brancuzský                                         |
| Elena Krügerová †         | Ursula Buschhornová         | 2002            | 6. (ep. 16–17) | 2            | Kateřina Seidlová                                        |
| Dr. Keil                  | Marita Breuer               | 2002            | 7.             | 2            | Daniela Bartáková                                        |
| Oliver Sturm †            | Oliver Pocher               | 2009–2012       | 14.–17.        | 4            | Milan Kačmarčík, Petr Burian, Vojtěch Hájek, Petr Gelnar |
| Kai „Turbo“ Schröder      | Axel Stein                  | 2010–2011       | 15.–16.        | 2            | Milan Kačmarčík, Petr Burian                             |
| Andreas „Tacho“ Tachinski | Daniel Roesner              | 2010–2011       | 15.–16.        | 2            | Marek Libert, Petr Neskusil                              |
| Dr. Axel Jürgens          | Armin Dallapiccola          | 2010–2011       | 15.–16.        | 4            | Bohuslav Kalva, Jiří Čapka                               |
| Nazan Wegenerová †        | Dorka Gryllusová            | 2011–2014       | 16.–19.        | 2            | Regina Řandová, Petra Tišnovská-Hanžlíková               |
| Tom Wegener †             | Michael Roll                | 2011–2014       | 16.–19.        | 2            | Ladislav Cigánek, Tomáš Juřička                          |
| Robert                    | Kai Scheve                  | 2013            | 18.            | 3            | Libor Hruška, Marek Libert                               |
| Nina Beckerová            | Anna Julia Kapfelspergerová | 2013            | 18.            | 4            | Klára Jandová                                            |
| Mariane Breuerová         | Gundrun Landgrebe           | 2013–2014       | 18.–19.        | 2            | Petra Hobzová                                            |
| Anna Mertensová           | Despina Pajanou             | 2014            | 19.            | 2            | Hana Talpová                                             |
| Dr. Nela Stegmannová      | Inez Bjørg David            | 2015            | 20.            | 3            | Jitka Jirsová                                            |
| Timo Gröber               | Michael Specht              | 2016–2017       | 21.–22.        | 3            | Ladislav Cigánek, Martin Zahálka                         |
| Ronny Dubinski            | Martin Brambach             | 2017            | 22.            | 2            | Tomáš Juřička                                            |
| Kemal Gerkhan             | Erdal Kacar, Leonardo Nigro | 2010, 2017-2019 | 22.-24.        | 4            | Vilém Udatný, Tomáš Juřička, Jan Szymik, Jiří Krejčí     |
| Julia Dernhoff            | Picco von Groote            | 2019            | 24.            | 2            | Terezie Taberyová                                        |
| Selma Gerkhanová          | Özay Fecht                  | 2019-2020       | 24.-25.        | 8            | Daniela Bartáková                                        |
| Marc Schaffrath           | Christopher Patten          | 2019-2020       | 25.            | 14           | Marek Holý                                               |
| Stefan Leitner            | Joscha Kiefer               | 2020            | 25.            | 3            | Jakub Saic                                               |
| Mo Aguta                  | Nyamandi Adrian             | 2020            | 25.            | 2            | Robin Pařík                                              |
| Jonas Brückner            | Juri Rother                 | 2020            | 25.            | 4            | Jan Battěk                                               |
| Dr. Bianca Kesslerová     | Yasmina Djaballah           | 2020, 2022-2023 | 25.-28.        | 8            | Adéla Kubačáková                                         |
| Till Bausch               | Steffen Münster             | 2020            | 25.            | 3            | Jan Szymik                                               |

### Semirovy děti
| Postava                    | Představitel                      | Roky účinkování | Série        | Počet epizod | Dabing                                                                |
| -------------------------- | --------------------------------- | --------------- | ------------ | ------------ | --------------------------------------------------------------------- |
| Dana Wegenerová-Gerkhanová | Tesha Kriegová, Gizem Emreová     | 2011, 2014–2026 | 16., 19.–28. | 1, 59        | Aneta Talpová, Kateřina Velebová, Anežka Saicová, Jitka Jirsová       |
| Ayda Gerkhanová            | Nicole Ruszová, Amira Pollmannová | 2005–2019, 2026 | 10.–24., 28. | 28           | Aneta Talpová, Klára Nováková, Tereza Těšitelová, Karolína Křišťálová |
| Lilly Gerkhanová           | Lucia Yara Esenová, Emma Helmová  | 2009–2019       | 14.–24.      | 23           | Aneta Talpová, Klára Nováková, Tereza Těšitelová, Linda Křišťálová    |

## Vysílání
| Řada | Díly | Premiéra v Německu | Premiéra v Německu | Premiéra v ČR      | Premiéra v ČR     |
| Řada | Díly | První díl          | Poslední díl       | První díl          | Poslední díl      |
| ---- | ---- | ------------------ | ------------------ | ------------------ | ----------------- |
| 1    | 9    | 12. března 1996    | 7. května 1996     | 29. listopadu 1998 | 19. ledna 1999    |
| 2    | 22   | 11. března 1997    | 18. června 1998    | 26. ledna 1999     | 12. července 1999 |
| 3    | 16   | 1. října 1998      | 6. května 1999     | 8. července 2000   | 27. srpna 2000    |
| 4    | 16   | 16. prosince 1999  | 14. prosince 2000  | 5. září 2000       | 2. ledna 2001     |
| 5    | 17   | 5. dubna 2001      | 11. dubna 2002     | 4. prosince 2001   | 4. ledna 2002     |
| 6    | 17   | 18. dubna 2002     | 10. dubna 2003     | 5. ledna 2003      | 11. května 2003   |
| 7    | 13   | 11. září 2003      | 29. dubna 2004     | 7. září 2003       | 7. prosince 2003  |
| 8    | 15   | 25. března 2004    | 18. listopadu 2004 | 6. prosince 2004   | 27. března 2005   |
| 9    | 16   | 10. února 2005     | 20. dubna 2006     | 26. září 2005      | prosinec 2005     |
| 10   | 16   | 30. března 2006    | 16. listopadu 2006 | 12. února 2007     | 4. června 2007    |
| 11   | 11   | 22. března 2007    | 1. listopadu 2007  | 21. dubna 2008     | 7. července 2008  |
| 12   | 11   | 20. září 2007      | 24. dubna 2008     | 8. prosince 2008   | 23. února 2009    |
| 13   | 15   | 4. září 2008       | 9. dubna 2009      | 2. března 2009     | 25. ledna 2010    |
| 14   | 15   | 3. září 2009       | 22. dubna 2010     | 1. února 2010      | 16. srpna 2011    |
| 15   | 14   | 2. září 2010       | 13. října 2011     | 23. srpna 2011     | 7. května 2013    |
| 16   | 15   | 15. září 2011      | 19. dubna 2012     | 14. května 2013    | 24. září 2013     |
| 17   | 15   | 6. září 2012       | 18. dubna 2013     | 1. října 2013      | 21. dubna 2014    |
| 18   | 14   | 24. října 2013     | 15. května 2014    | 28. dubna 2014     | 25. července 2015 |
| 19   | 15   | 9. října 2014      | 30. dubna 2015     | 1. srpna 2015      | 23. července 2016 |
| 20   | 16   | 10. září 2015      | 26. května 2016    | 30. července 2016  | 15. srpna 2017    |
| 21   | 19   | 1. září 2016       | 18. května 2017    | 16. srpna 2017     | 6. září 2018      |
| 22   | 19   | 14. září 2017      | 10. května 2018    | 7. září 2018       | 22. září 2018     |
| 23   | 18   | 13. září 2018      | 6. června 2019     | 10. září 2019      | 18. září 2019     |
| 24   | 10   | 12. září 2019      | 14. listopadu 2019 | 25. září 2020      | 30. září 2020     |
| 25   | 14   | 20. srpna 2020     | 12. srpna 2021     | 30. září 2020      | 31. října 2021    |
| 26   | 3    | 20. října 2022     | 3. listopadu 2022  | 15. července 2023  | 29. července 2023 |
| 27   | 3    | 8. ledna 2025      | bude oznámeno      | 25. července 2025  | 8. srpna 2025     |
| 28   | 3    | bude oznámeno      | bude oznámeno      | bude oznámeno      | bude oznámeno     |
| 29   | 3    | bude oznámeno      | bude oznámeno      | bude oznámeno      | bude oznámeno     |
| 30   | 3    | bude oznámeno      | bude oznámeno      | bude oznámeno      | bude oznámeno     |
| 31   | 2    | bude oznámeno      | bude oznámeno      | bude oznámeno      | bude oznámeno     |

## České znění
České znění seriálu je produkováno postupně od roku 1998, kdy byly nadabovány první dvě řady, na kterých se jako režisérka podílela Kateřina Fuková. Od 3. do 18. řady, tedy do roku 2014, byl režisérem Libor Hruška, od roku 2015 do roku 2018, od 19. řady do 22. řady byl režisérem Tomáš Tintěra. Od roku 2018 a od 23. řady je režisérem Martin Těšitel. Hlavním překladatelem Kobry 11 je Ivan Hanuš a nepřekládal pouze první (překladatel: Vladislav Čejchan) a čtvrtou sérii (překladatel: Ondřej Lábr). Na překladu 16. a 17. řady se kromě Hanuše podílel také Jiří Pondělíček. Dabing byl vyráběn v několika studiích: 1. a 2. sérii vyrobila Agentura Smrček Production (pro ČNTS Nova), 3. řadu firma Produkce (pro CET 21), sezóny 4–9 společnost Česká produkční 2000 (pro CET 21). Od desáté řady produkuje české znění pro CET 21 studio DW Agentura.

## Natáčení
Natáčení financuje RTL a zajišťuje ho firma Action Concept. RTL stojí jedna epizoda okolo 10 miliónů korun. V čele Action Concept stojí Hermann Joha, který do seriálu vymýšlí kaskadérské kousky a zároveň společnost založil. Při natáčení seriálu se spolupracuje s policií. 1. a 2. série se natáčely v Berlíně a v jeho okolí, scény na dálnici se točily na opuštěné části dálnice A115 vedoucí do bývalého hraničního přechodu mezi NDR a Západním Berlínem. Policejní stanice byla ve skutečnosti restaurace. Od 3. série se natáčí v Kolíně nad Rýnem a jeho okolí.
Seriál se natáčí na 16 mm film, jehož bylo již spotřebováno zhruba 1500 km. Na natáčení pracuje akční a dramatický tým, dva režiséři a dalších cca 100 lidí, kteří jsou plně nasazeni. Akční scény jsou snímány až 16 kamerami a při náročných akčních scénách se využívá digitální technika. Jedna epizoda se průměrně natáčí 3 týdny, 10 sekund na obrazovce se připravuje cca 10 hodin (od příprav natáčení až po finální úpravy). Od počátku natáčení bylo zničeno přes 3000 vozů, v počtu akčních scén s automobily byly překonány všechny dosavadní rekordy, auta jsou kupována z autobazarů, nová auta darují výrobci, která se pro potřeby natáčení upravují. Spotřebuje se v průměru 10 až 25 automobilů na jednu epizodu. Kanceláře dálniční policie jsou vybudovány v ateliéru. Jedna epizoda se točí cca 10 až 18 dní, pilotní díl se točí cca 25 až 30 dní. Počet natáčecích dnů celkově je od 22 do 28 natáčecích dnů za 2 až 3 epizody.
Kvůli natáčení jsou poměrně často uzavírány německé dálnice. V roce 2005 postavili filmaři vlastní dálnici – Areál FTL GmbH (největší filmová kulisa Evropy). Čtyřproudá silnice se dvěma oddělenými pásy je dlouhá kilometr. Na obou koncích jsou udělané smyčky pro otočení. Projet celý úsek kolem dokola tak znamená urazit celkem 2,3 km. Na filmové dálnici nechybí krajnice, svodidla, patníky, nakreslené jízdní pruhy, nájezd a sjezd, parkoviště i odpočívadlo pro nouzové stání.
Nejdražší epizoda byla Poslední závod z 19. řady, kde se natáčelo na závodišti DTM, a ve které si zahrál také Ralf Schumacher.

### Natáčení v zahraničí
| Název epizody        | Série a díl  | Rok natočení | Země                                       | Místo                                                                      | Poznámky                                                |
| -------------------- | ------------ | ------------ | ------------------------------------------ | -------------------------------------------------------------------------- | ------------------------------------------------------- |
| Smrt chlapce         | 03 × 15      | 1999         | Španělsko                                  | Mallorca                                                                   |                                                         |
| Osamělé vítězství    | 03 × 16      | 1999         | Španělsko, Portugalsko                     | Mallorca, Lagos                                                            | v Lagosu natočena závěrečná scéna s vrtulníkem a člunem |
| Tina a Aysim         | 05 × 09      | 2000         | Belgie                                     |                                                                            |                                                         |
| Heinrich a Paul      | 07 × 04      | 2002         | Francie                                    | Paříž                                                                      |                                                         |
| 72 hodin strachu     | 16 × 01      | 2011         | Turecko                                    | Istanbul                                                                   |                                                         |
| Zmrtvýchvstání       | 18 × 01      | 2013         | Rakousko                                   | Alpy, Tyrolsko                                                             |                                                         |
| Zmrtvýchvstání       | 18 × 01      | 2013         | Česko, Francie, Itálie, Spojené království | Praha (Prašná brána), Paříž (Eiffelova věž), Řím, Londýn (Elizabeth Tower) | bombové útoky                                           |
| 3 epizody            | 18–19. série | 2013–2014    | Spojené státy americké                     |                                                                            | malé scénky                                             |
| Na vlastní pěst      | 19 × 06      | 2014         | Belgie                                     | Brusel                                                                     |                                                         |
| Bez milosti          | 19 × 10      | 2014         | Belgie                                     |                                                                            |                                                         |
| Krevní msta          | 20 × 01      | 2015         | Albánie                                    | Tirana                                                                     |                                                         |
| Kobro, je to na vás! | 20 × 10      | 2015         | Belgie                                     |                                                                            |                                                         |
| Není úniku           | 22 × 18      | 2017         | Belgie                                     |                                                                            |                                                         |
| Nehledanější         | 23 × 01      | 2018         | Maďarsko a Spojené státy americké          | Budapešť                                                                   |                                                         |
| Dědictví 2. část     | 24 × 10      | 2019         | Turecko                                    | Istanbul                                                                   |                                                         |

## Předmluva (motto)

### Německy
- 1996–2006 (1. série – 11. série, 1. epizoda)

Ihr Revier ist die Autobahn. 
Ihr Tempo ist mörderisch. 
Ihre Gegner: Autoschieber, Mörder und Erpresser. 
Einsatz rund um die Uhr für die Männer von Cobra 11. 
Unsere Sicherheit ist ihr Job.

- 2006–2012 (11. série, 2. epizoda – 17. série, 1., 3.–5. a 7. epizoda)

Ihr Revier ist die Autobahn. 
Ihr Einsatz heißt: volles Tempo 
Ihre Gegner von heute: extrem schnell und gefährlich. 
Verbrechen ohne Limit – Jeder Einsatz volles Risiko 
für die Männer von Cobra 11.

- 2013–2014 (17. série, 2., 6. a 8.–15. epizoda – 18. série, 8. epizoda)

Ihr Revier ist die Autobahn. 
Ihre Gegner extrem schnell und gefährlich. 
Verbrechen ohne Limit. 
Jeder Einsatz – volles Risiko 
für die Männer von Cobra 11.

- 2014–2019 (18. série, 9. epizoda – 24, série, 10. epizoda)

Ihr Revier ist die Autobahn. 
Ihre Gegner extrem schnell und gefährlich. 
Verbrechen ohne Limit 
volles Risiko 
für die Männer von Cobra 11.

- První úvodní motto namluvil Fritz Stavenhagen (1996–2006), nové verze úvodního motta mluví Patrick Linke (2007–2019).
- Úvodní motto je od epizody 365 vynecháno.

### Česky
- 1998 (1.–2. série)
- Namluvil Jaromír Meduna

Jejich revír – dálnice. 
Jejich tempo – vražedné. 
Jejich protivníci – zloději aut, vrazi a vyděrači. 
Nasazení čtyřiadvacet hodin denně. 
Lidé z Kobry 11 – jejich povoláním je naše bezpečnost.

- 1999–2003, 2005, 2008–2009, 2011, 2016–2020 (3.–6. série; 9. série; 12. série; 13. série (epizody 1.–10., 13.); 14. série, 10. epizoda – 15. série, 7. epizoda; 19. série, 8. epizoda – 24. série, 10. epizoda)
- Namluvil Jaroslav Kaňkovský, od 20. série Bohuslav Kalva

Jejich revírem je dálnice. 
Jejich tempo je vražedné. 
Jejich protivníci jsou překupníci kradených aut, vrahové a vyděrači. 
Muži z Kobry 11 pracují ve dne, v noci. 
Jejich úkolem je chránit naši bezpečnost.

- 2003–2005, 2007–2008, 2010, 2013–2015 (7.–8. série; 10.–11. série; 13. série (epizody 11., 12., 14., 15.); 14. série (epizody 1.–9.); 15. série, 8. epizoda – 19. série, 7. epizoda)
- Namluvil Jaroslav Kaňkovský, 19. série Bohuslav Kalva

Jejich revírem je dálnice. 
Jejich tempo je vražedné. 
Jejich protivníci jsou zloději aut, vrahové a vyděrači. 
Muži z Kobry 11 pracují ve dne, v noci. 
Jejich úkolem je chránit naši bezpečnost.

- Úvodní motto je od epizody 365 vynecháno.

## Ocenění
Na World Stunt Awards 2004 získal pilotní film seriálu Kobra 11: Nasazení týmu 2 „Most smrti“ cenu za nejlepší akci v zahraničním filmu.
V letech 2003, 2004, 2005, 2007, 2009, 2011, 2012, 2015 a 2017 získal seriál cenu Taurus World Stunt Award za nejlepší akční zahraniční seriál a kaskadérské kousky.

## HistorieKobry 11a Semira
- V epizodě 1983 bylo řečeno, jak vzniklo jméno Cobra 11. Je to rádiové označení. Za dob Hrdinové první hodiny. Toto nemůže být pravda, protože toto označení už bylo v první řadě, kde Semir ještě ve dvou epizodách nebyl.

- V epizodě Kdo seje vítr... byl Semirův první parťák, který udělal chybu a byl ve vězení, kde Semir před soudem řekl pravdu Robert Krüger (Bernd Michael Lade), za dob kdy přišel z policejní akademie. Robert se Semirovi pak mstil. V první řadě, kde měl prvního parťáka, Franka Stolteho, bylo řečeno, že přišel také z policejní akademie.

## Zajímavosti
První pilotní film Bomby na 92. kilometru měl v Německu premiéru 12. března 1996. Sledovalo ho přes 10 500 000 lidí. Průměrná sledovanost jedné epizody v Německu je 8 milionu diváků, v ČR 1,5 milionu diváků,[zdroj?] jednu epizodu sleduje průměrně 9,5 % Němců, 53 % všech fanoušků seriálu jsou ženy. Seriál je s velkým úspěchem vysílán v mnoha zemích světa.
Pilotní díl 4. série Pekelná jízda na dálnici A4 je až na jednotlivé detaily téměř přesnou kopií amerického filmu Auto na útěku (Runaway Car). První oficiální DVD Kobra 11 vyšlo 25. října 2004. Obsahovalo pilotní filmy Křest ohněm (7. série) a Na věky věků (8. série) a bonusové materiály z dílny Action Concept.
V epizodách Stíny minulosti (6. série), Falešné přátelství (8. série), Za každou cenu (8. série), Pod palbou (10. série) a Turbo a Tacho (15. série) se objevuje bývalá policejní drogová fena Johannes (fena Chayenne), která trpí klaustrofobií, kvůli alergii na kokain ji předčasně vyloučili ze služby a může se pominout, když cítí drogy. Johannes patří kamarádce Andrey Schäferové-Gerkhanové a pomohl/a vyřešit případy s drogami.

## Parodie
Alarm für Kebap 11 – Die Dönerpölizei je parodie na seriál Kobra 11. René Steinke je komisař Murat a Erdoğan Atalay je komisař Ali. Všichni mluví s tureckým přízvukem. Konečná věta je vždy stejná: „Alder, ich schwööör’!“. Další parodie byly v pořadech Switch – TV gnadenlos parodiert, Switch reloaded nebo Show Martina Hill.

## KnihyKobra 11
Knihy z tohoto seriálu vycházely v minulosti v Německu, ale i v České republice. Knihy napsal K. Pittermann. Byly vydány celkem tři knihy a v každé z nich je osm příběhů. Knihy obsahují chyby např. Simir místo Semir. V první knize je osm z šestnácti dílů 4. série: Pekelná jízda na dálnici A4 (kde se dozvíme, jak přišel Tom Kranich), Schumannova velká šance, Zajíc a ježek, Na útěku, Ztracené vzpomínky, Černá růže, Janina a Chata u jezera. Ve druhé knize je osm ze sedmnácti dílů 5. série: Černá vdova, Rychlost, Láska až za hrob, Falešná hra, Tina a Aysim, Krátké štěstí, Závodní stáj a Bistro TruckStop. Ve třetí knize je osm ze sedmnácti dílů 6. série: Štvanice, Modré období, Černé ovce, Smrt novináře, Otec a syn, Hluboký pád, Stíny minulosti a Rozloučení.

## Počítačové hry
Bylo vydáno zatím jedenáct počítačových her Kobra 11.
1. Alarm für Cobra 11 Das Spiel zur RTL-Erfolgsserie – 9. listopadu 2000
2. Alarm für Cobra 11 Das Spiel zur RTL Erfolgsserie – 1. listopadu 2001
3. RTL Alarm für Cobra 11 – Teil 2 – 25. listopadu 2003
4. RTL Alarm für Cobra 11 – Vol. 2 – 26. listopadu 2004
5. Alarm für Cobra 11 – Vol. 3 – 22. listopadu 2005
6. Kobra 11 Nitro (Alarm für Cobra 11 – Nitro) – 2. listopadu 2006, v ČR 24. listopadu 2006
7. Alarm für Cobra 11 – Crash Time – 2. listopadu 2007, v ČR 9. května 2008
8. Alarm für Cobra 11 – Burning Wheels – 27. listopadu 2008, v ČR 23. dubna 2009
9. Alarm für Cobra 11 – Highway Nights – 19. listopadu 2009, v ČR 10. května 2010
10. Alarm für Cobra 11 – Das Syndikat – 26. listopadu 2010, v ČR 10. prosince 2010
11. Alarm für Cobra 11 – Undercover – na podzim 2012, v ČR 3. února 2014

## Spin-off
- Kobra 11: Nasazení týmu 2 (2003–2005)
- Turbo a Tacho (2013) – film

## Crossover
- Klaun (1998–2001-seriál, 2005-film)
- CIS: Chaoten im Sondereinsatz (2010) – film